# Bebelis elongata
Bebelis elongata là một loài bọ cánh cứng trong họ Cerambycidae.